# 46 هيستيا
هيستيا (أو 46 هيستيا وفق تسمية الكوكب الصغير) (بالإنجليزية: 46 Hestia)‏ هو كويكب ضمن حزام الكويكبات؛ وهو الكويكب السادس والأربعون من حيث ترتيب الاكتشاف.
اكتشف نورمان بوغسون هذا الكويكب في السادس عشر من أغسطس سنة 1856؛ وأسماه هيستيا، على اسم إحدى الآلهة وفق الأساطير الإغريقية.